# Luchthaven Ohrid
Luchthaven Ohrid St. Paul de Apostel (Macedonisch: Аеродром Охрид Св. Апостол Павле, Aerodrom Ohrid Sv. Apostol Pavle) is een internationale luchthaven nabij de Macedonische plaats Ohrid.